# 広陵町立広陵西小学校
広陵町立広陵西小学校（こうりょうちょうりつ こうりょうにししょうがっこう）は、奈良県北葛城郡広陵町大字平尾にある公立小学校。
広陵町内で最も人数が多い小学校である。

## 沿革
- 1874年 安部、浄土寺内に勧習舎、赤部長福寺に靜聞舎、斉音寺蓮台寺内に維新舎設立。
- 1875年 靜聞舎と維新舎が合併し、赤部小学校と称する。
- 1879年 勧習舎と赤部小学校が合併し、疋相小学校となる。
- 1890年 馬見尋常小学校と改称。この日が創立記念日となる。
- 1910年 高等小学校が併設。
- 1951年 本校に高等小学校（二ヶ年程度）併設し馬見尋常高等小学校と改称。
- 1941年 奈良県北葛城郡馬見国民学校と改称。
- 1947年 学制改革により馬見国民学校を廃し、新たに奈良県北葛城郡馬見村立馬見小学校として発足。
- 1952年 馬見、百済、瀬南３ヶ村による学校組合立広陵中学校の校舎と馬見小学校と校舎の交換をする。
- 1955年 馬見町、瀬南村、百済村が合併し、ここに広陵町が誕生したので広陵町立馬見小学校と改める。
- 1956年 運動場新設。
- 1958年 給食場落成。
- 1968年 新校舎落成竣工式を行う。
- 1978年 運動場一部拡張。
- 1982年 国旗･校旗の掲揚ポール設置。
- 1987年 大規模改修工事第一期終了（本館・南館・体育館）
- 1988年 大規模改修工事第二期終了（本館）
- 1993年 運動場スタンド竣工。
- 1994年 プール全面改修。
- 1997年 給食室改修
- 同年 1968年に建設された校舎の耐震補強工事が行われた[1]。
- 1999年 屋内運動場地震補強・大規模改造工事
- 2009年 南極観測船しらせが持ち帰った昭和基地近くの氷山の氷が寄贈された[2]。
- 2017年 普通教室等全室空調設置完了。
- 2018年 コンピューター室を普通教室へ工事完了
- 2020年 児童トイレ洋式化乾式化改修工事完了
- 2021年 Chromebook（学習端末）全校児童配布
- 同年 GIGAスクール構想ネットワーク追加工事完了
- 同年増築等工事（西側校舎、給食室、体育倉庫）
- 同年増築等GIGAスクール構想ネットワーク追加工事完了
- 2022年 統合型校務支援システム導入完了
- 同年屋上防水改修工事完了
- 同年非常放送設備設置工事

## 交通アクセス
- 大和高田駅からバスで15分

## 著名な出身者
- 野村忠宏

## 通学区域が隣接している学校
- 広陵町立広陵北小学校
- 広陵町立広陵東小学校
- 大和高田市立磐園小学校
- 広陵町立真美ヶ丘第一小学校
- 広陵町立真美ヶ丘第二小学校
- 河合町立河合第一小学校